# Alfred T. Palmer
Alfred T. Palmer, född 17 mars 1906 i San Jose, död 31 januari 1993 i Larkspur, var en amerikansk fotograf, känd för sina fotografier av USA under andra världskriget. Han arbetade för U.S. Office of War Information (OWI) från 1941 till 1943.
OWI var en amerikansk myndighet som grundades under andra världskriget för att koordinera samtliga statliga informationstjänster. Bilderna var tänkta att främja patriotism och varnade för utländska spioner och skulle även rekrytera kvinnor till arbete inom krigsindustrin. OWI etablerade också en filial utomlands, som lanserade en omfattande informations- och propagandakampanj.
Palmer fotograferade mest med småbildskamera med 35 mm diafilm eller storformat 9×12 cm. Han var känd för sina porträtt av män och kvinnor i arbete inom industrin och på landsbygden. Han använde ofta ett starkt konstljus, som fokuserade på personen i arbete, snarare än miljön runtom.

## Galleri

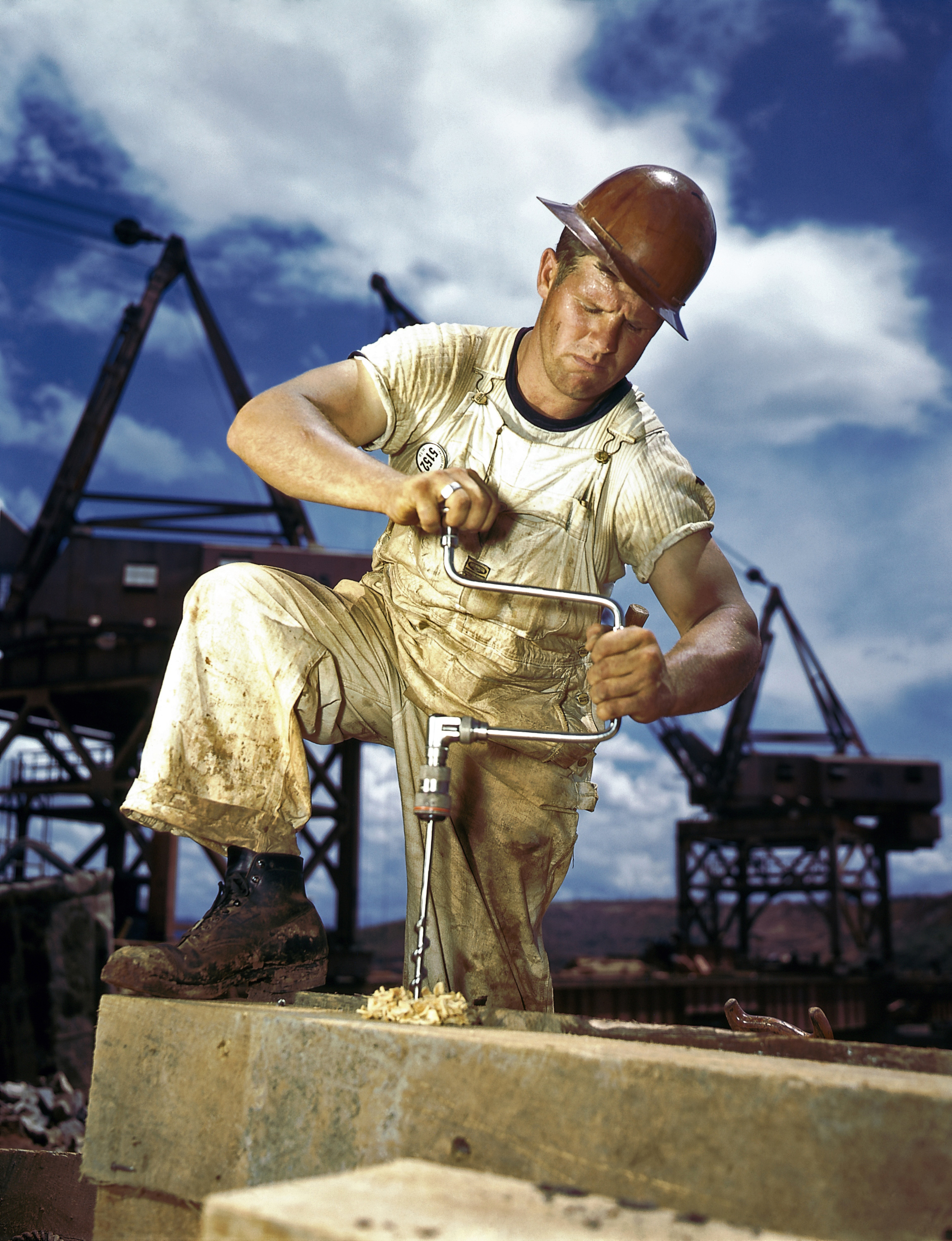
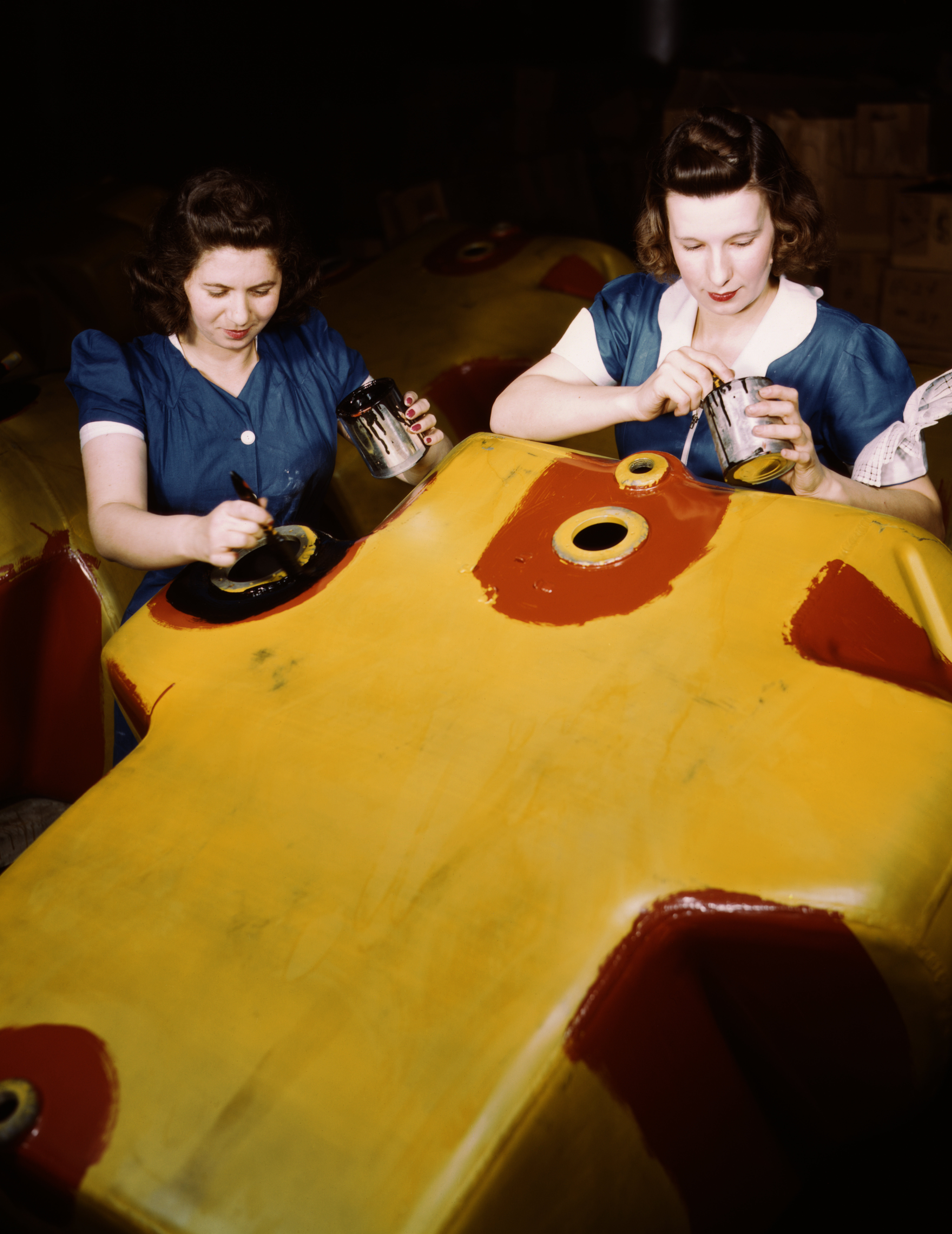
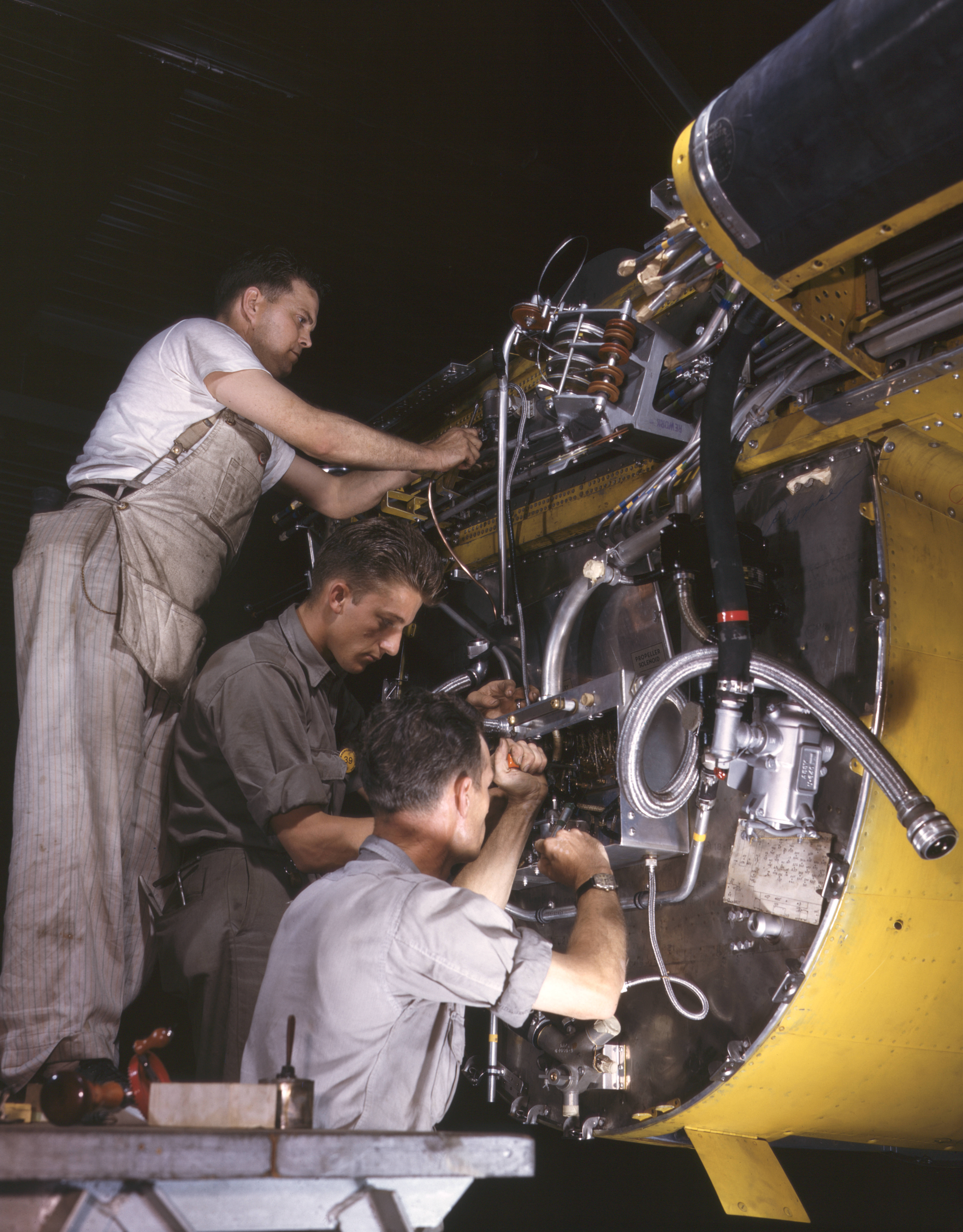
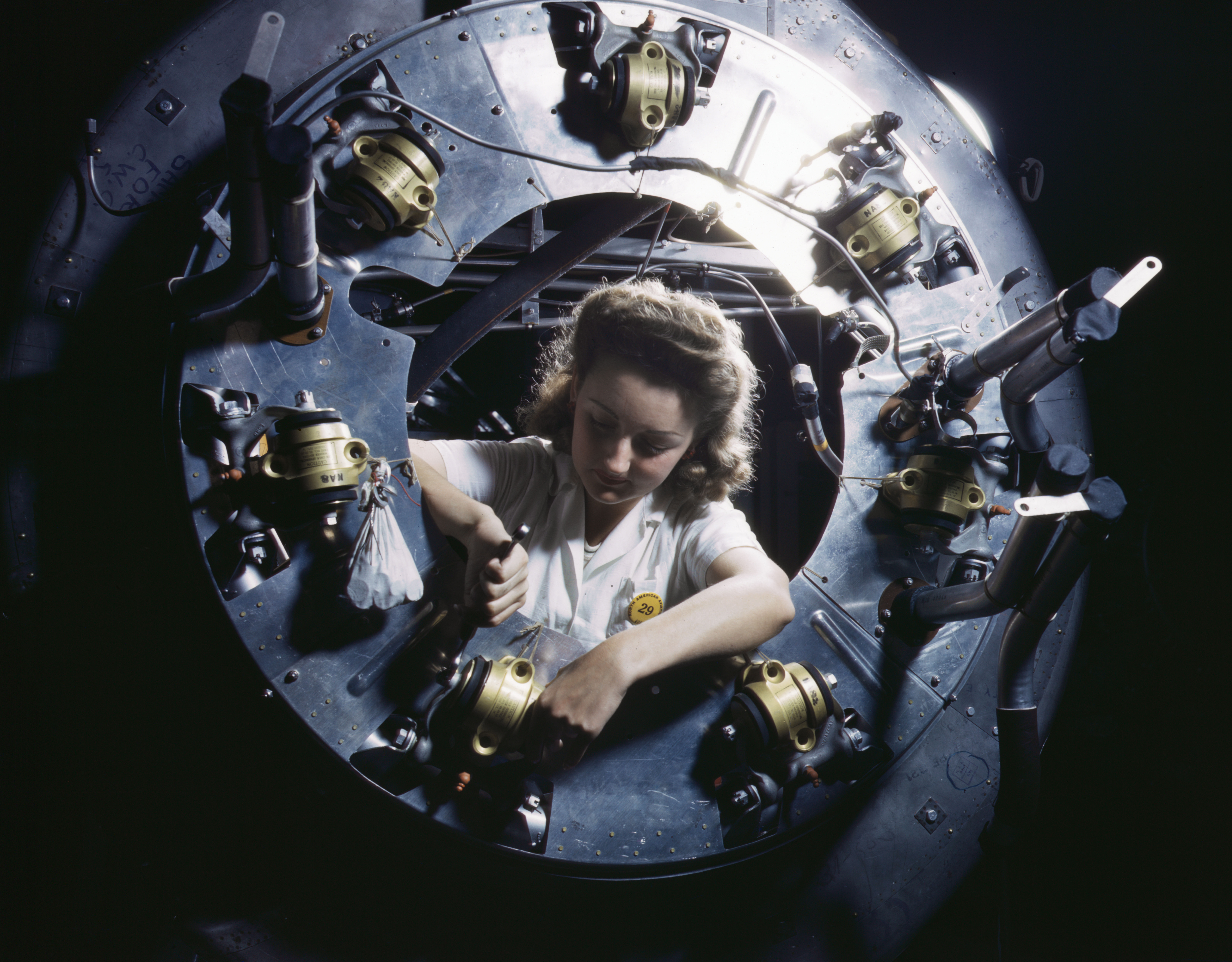
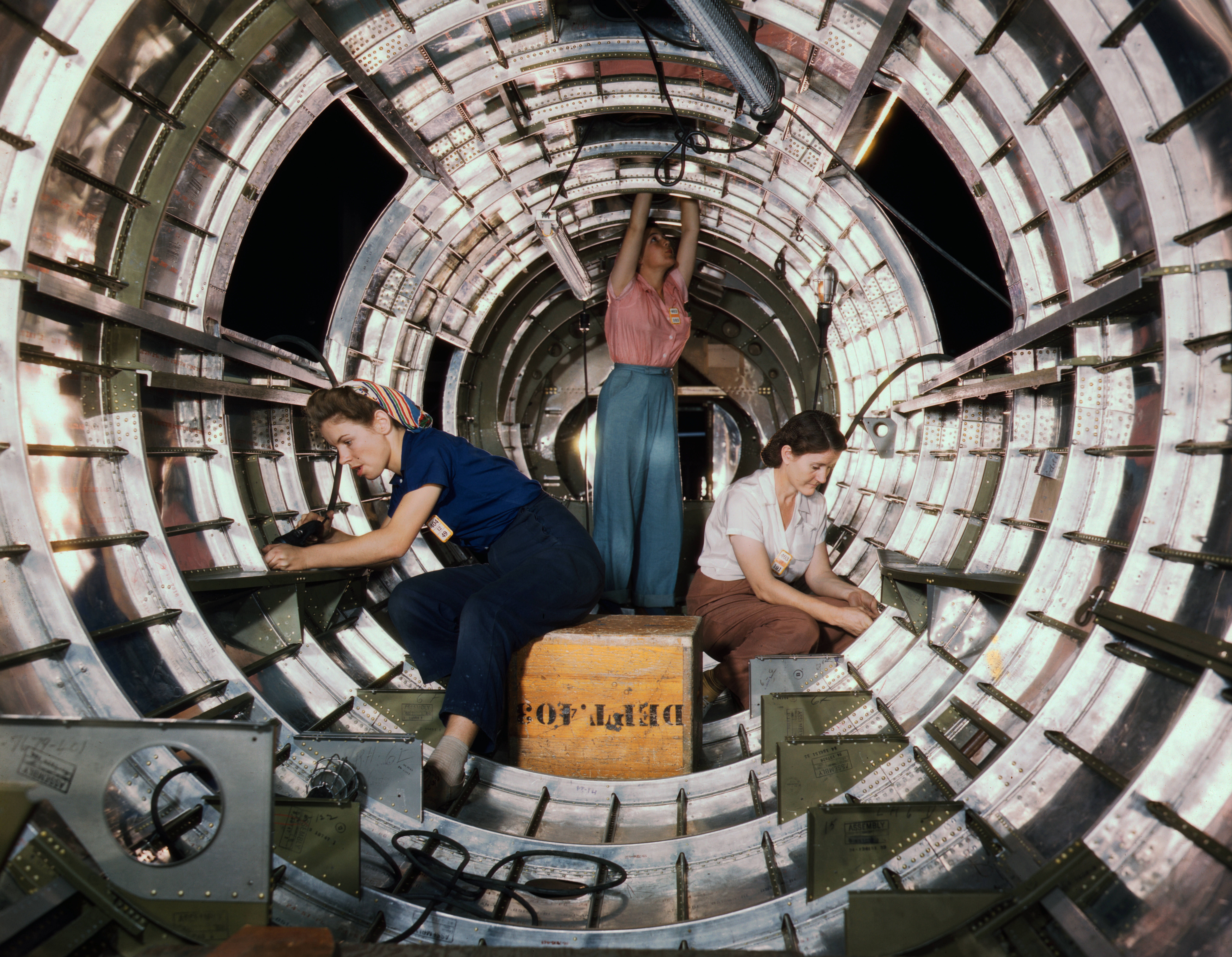
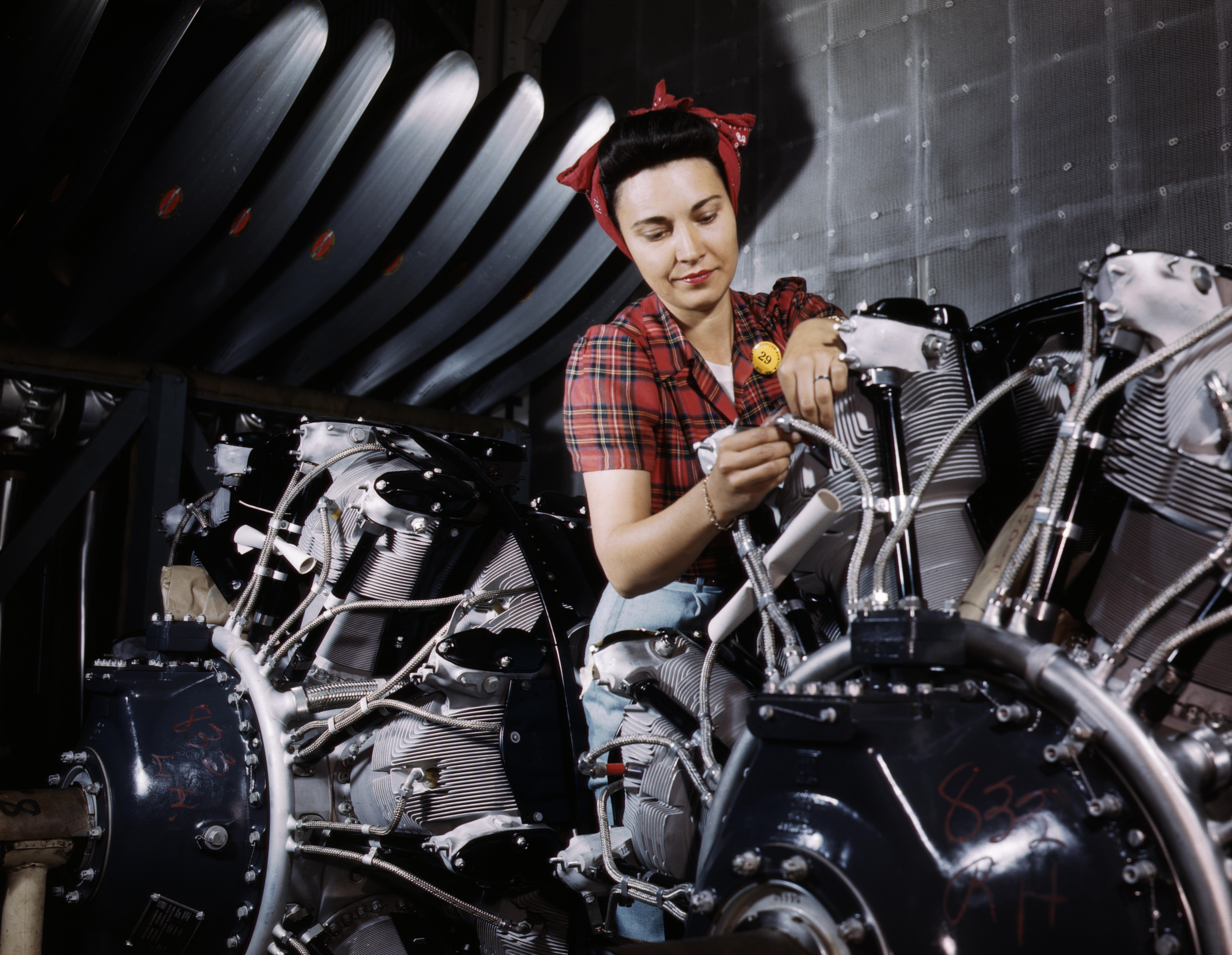
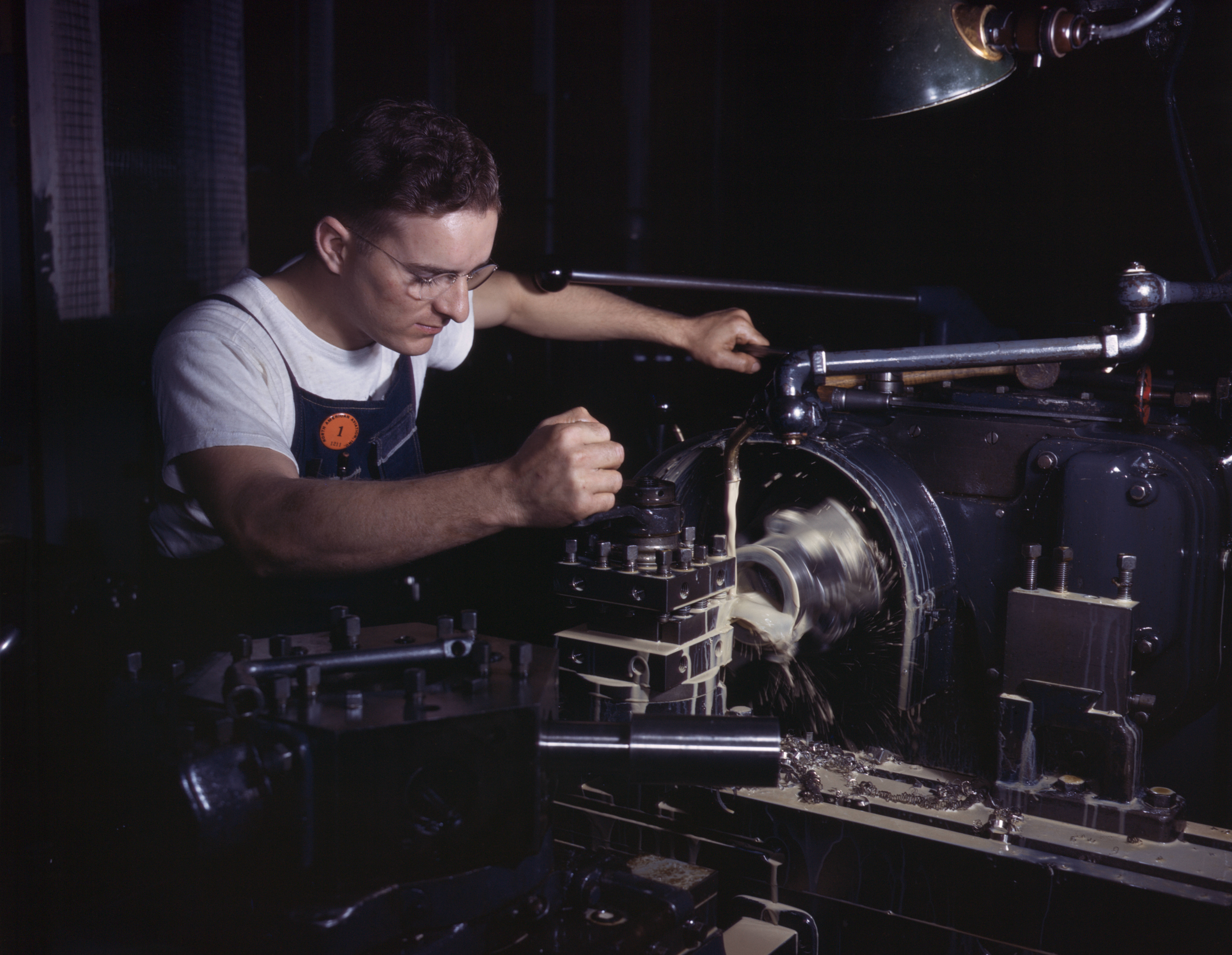
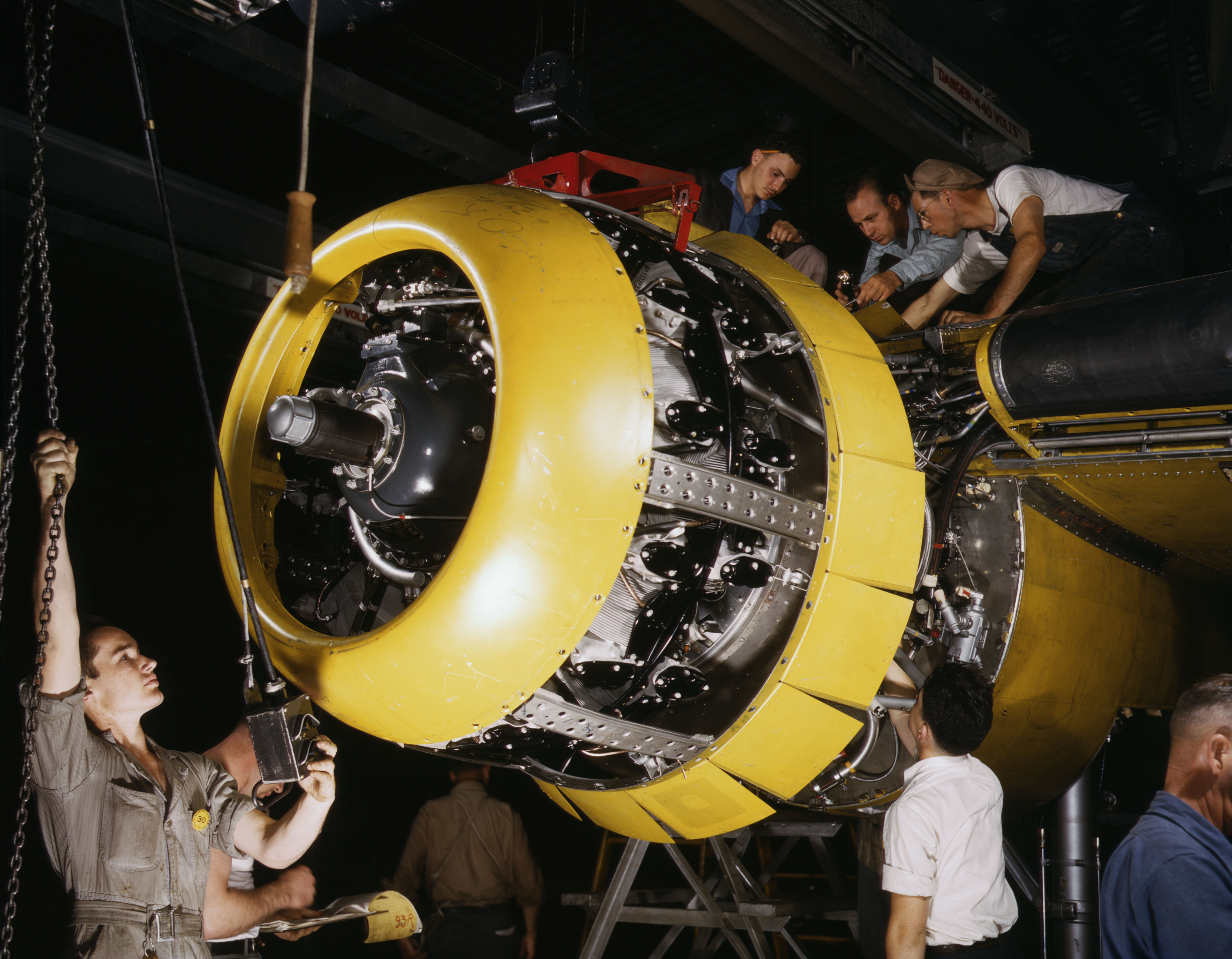